# Stoppenberg
Stoppenberg ist ein Stadtteil der Stadt Essen und liegt im Nordosten der Stadt. Stoppenberg wird durch die Stadtteile Altenessen im Westen und Norden, Katernberg im Nordosten, Schonnebeck im Osten, Frillendorf im Südosten und Essen-Mitte im Süden begrenzt.

## Charakter
Geprägt ist Stoppenberg hauptsächlich durch Wohnbebauung, einige Grünflächen und Kleingewerbegebiete.
In Stoppenberg befindet sich die an Katernberg und Schonnebeck grenzende Zeche Zollverein, Schacht 12. Der Industriekomplex Zeche Zollverein ist seit dem 14. Dezember 2001 UNESCO-Weltkulturerbe.
Im Südosten der Gemeinde lag die Schachtanlage Zeche Friedrich Ernestine. Das nach ihr benannte Gewerbegebiet an der Ernestinenstraße erinnert heute noch an den Standort dieses Bergwerks.
An der natürlichen Erhebung Hallo liegen der Sportpark mit dem angrenzenden Hallopark und Friedhof sowie die Quelle des Schwarzbaches.

## Geschichte

### Vorgeschichte
Der Stoppenberg (Kapitelberg) ist ein etwa 80 Meter hoher Hügel, der inmitten von sechs anderen liegt. Diese Hügel sind geographisch gesehen Ausläufer der norddeutschen Tiefebene. Durch die Anordnung der Hügel entsteht bei deren Betrachtung durchaus der Eindruck, dass diese stufenförmig angeordnet sind. Daher auch der Name Stoppenberg, der sich im Laufe der Zeit wahrscheinlich aus Stufenberg entwickelte.
Erste urkundliche Erwähnung fand Stoppenberg mit dem Bau der Stiftskirche Maria in der Not auf dem Stoppenberg genannten Hügel durch die Essener Fürstäbtissin Schwanhild im Jahre 1073. Sie wurde als Nikolauskapelle 1074 von Erzbischof Anno II. geweiht. Die ältesten Spuren einer Besiedelung von Stoppenberg wurden am Anfang des 21. Jahrhunderts an der Twentmannstraße gefunden und stammen aus dem 11. Jahrhundert, eben aus jener Zeit, in der die Fürstäbtissin Schwanhild die Stiftskirche bauen ließ.
Im Gebiet zwischen Ruhr und Lippe lebten um den Beginn der heutigen Zeitrechnung die Marser. Dieses Gebiet ist heute das Kernland des Ruhrgebiets, in dem Stoppenberg liegt. Die Marser besiedelten diesen Raum, nachdem die Sugambrer etwa um 8 v. Chr. durch die Römer vertrieben wurden.
Es ist wahrscheinlich, dass diese germanischen Völker auch Stoppenberg durchwanderten bzw. den „Stoppenberg/Stufenberg“ kannten. Der Historiker Joseph Wormstall war im Jahre 1906 sogar der Auffassung, dass der sagenumwobene Standort des germanischen Heiligtums Tanfana sich auf dem „Stoppenberg“ befand. Archäologisch wurde das trotz Ausgrabungen am „Stoppenberg“ nie bewiesen.
Im Jahre 14 nahmen die Römer grausame Rache an den Marsern, weil sie im Jahre 9 an der Varusschlacht beteiligt waren. Die Marser feierten im Herbst des Jahres 14 wie üblich ganz friedlich ihr Tanfanafest mit Met und Tanz. Das Zentrum dieser Feierlichkeiten war nach Professor Wormstall der „Stoppenberg“ auf dem sich, wie oben erwähnt, die Tanfanasäule befunden haben soll.
Am Morgen danach wurden die Marser im gesamten Ruhr-Lippe-Gebiet von den Römern regelrecht abgeschlachtet. Danach besiedelten dann zunächst die Brukterer das Gebiet zwischen Ruhr und Lippe.

### Ortsgeschichte
Der Anfang Stoppenbergs liegt auf dem Kapitelberg. Hier befindet sich die 1073 im Auftrag der 15. Essener Äbtissin Swanhild erbaute Stiftskirche Maria in der Not, eine dreischiffige Pfeilerbasilika mit quadratischem Chorhaus.
Seit 1808 gehörte Stoppenberg mit den Bauerschaften Altenessen, Huttrop, Frillendorf, Karnap, Katernberg, Rotthausen, Schonnebeck und Rüttenscheid zur neugegründeten Munizipalität Altenessen mit Sitz in Stoppenberg, welche 1813 zur eigenständigen Bürgermeisterei Altenessen erhoben wurde. Am 1. Januar 1874 wurden Frillendorf, Huttrop, Katernberg, Kray, Leithe, Rotthausen, Rüttenscheid, Schonnebeck und Stoppenberg aus der Bürgermeisterei Altenessen herausgelöst und bildeten die neue Bürgermeisterei Stoppenberg.
1887, zum 90. Geburtstag Kaiser Wilhelm I. wurde auf dem Rathausplatz (seit 1935 Stoppenberger Platz genannt) eine Eiche gepflanzt, an der später eine Gedenktafel angebracht wurde, die an die Stoppenberger Bürger erinnerte, die in den Einigungskriegen 1864, 1866 und 1870/1871 ihr Leben gelassen hatten.
1899 wurde auf dem Berg im heutigen Hallopark der Kaiser-Wilhelm-Turm als Aussichts- und Museumsturm eingeweiht. Nach Zerstörungen im Zweiten Weltkrieg wurde er nicht mehr instand gesetzt und Anfang der 1970er Jahre endgültig abgerissen.
Von 1901 bis 1969 war der Bahnhof Stoppenberg an der Strecke Essen–Schalke im Personenverkehr in Betrieb. Er wurde am 8. August 1901 durch den Bürgermeister Carl Meyer eröffnet und 1969 stillgelegt. Das Empfangsgebäude wurde 1984 niedergelegt und befand sich an der heutigen Straße Im Brilken, die bis 1937 Bahnhofstraße hieß.
1929 wurde Stoppenberg zu Essen eingemeindet.

### Bürgermeister
Die Bürgermeisterei Altenessen/Stoppenberg hatte von 1802 bis zur Eingemeindung 1929 zehn Bürgermeister:
- 1802–1811: Bernhard Radhoff
- 1811–1815: Johannes Alois Theodor Nienhausen
- 1815–1834: Christian Noot
- 1834–1840: Bertram Pfeiffer
- 1840–1844: Samuel Friedrich Biegon von Czudnochowski
- 1844–1868: Friedrich de Wolff
- 1868–1873: Ernst Péan
- 1874–1891: Joseph Hoeren
- 1891–1924: Carl Meyer
- 1924–1929: Franz Bernhard Alfers

## Bevölkerung
Am 31. März 2025 lebten 16.790 Einwohner in Stoppenberg.
Strukturdaten der Bevölkerung in Stoppenberg (Stand: 31. März 2025):
- Bevölkerungsanteil der unter 18-Jährigen: 17,3 % (Essener Durchschnitt: 16,9 %)[5]
- Bevölkerungsanteil der mindestens 65-Jährigen: 21,5 % (Essener Durchschnitt: 21,7 %)[6]
- Ausländeranteil: 18,6 % (Essener Durchschnitt: 20,6 %)[7]

## Kirchen

### Stiftskirche
Am 23. Oktober 1944 wurde die Stiftskirche aus Ruhrsandstein bei einem anglo-amerikanischen Bombenangriff schwer beschädigt, um 1947 begann man mit dem Wiederaufbau. Wegen Bergschäden durch Kohleabbau musste die Stiftskirche Ende der 1970er Jahre unterfangen werden. Es erfolgte eine gründliche Renovierung des Altarraums und der Marienkapelle. Die neuen Fenster der Kirche, sowie der Kapelle und die Bemalung der Kassettendecke wurden nach Entwürfen des Essener Dombaumeisters Heinz Dohmen gefertigt. Auch bekam der aus dem 12. Jahrhundert stammende romanische Taufstein, der zu den wertvollsten Kunstschätzen des Landes gehört, einen neuen Platz. In der Stiftskirche befindet sich die Grabplatte des Freiherrn Franz-Ferdinand von Wenge, der durch die Gründung der 1758 erbauten St.-Antony-Hütte in Sterkrade, noch vor Thyssen und Krupp, Pionier der Stahlindustrie des Ruhrgebiets war. Heute ist die Stiftskirche Kirche für das Nonnenkloster der unbeschuhten Karmelitinnen.

### St.-Nikolaus-Kirche
Am Fuße des Kapitelbergs steht die St.-Nikolaus-Kirche, welche im Außenbau romanische und gotische Formen zeigt. Das Innere hingegen präsentiert sich u. a. im Jugendstil. Erbaut wurde sie, weil die Stiftskirche die wachsende Anzahl der katholische Pfarrmitglieder nicht mehr fasste. Die Einweihung erfolgte 1907 durch Kardinal Anton Fischer. Sie ist die einzige Kirche im Essener Stadtgebiet, die nie komplett zerstört, oder wie viele andere Essener Kirchen, nach Abriss oder Bombenangriffen neu aufgebaut wurde. In früheren Jahren erfolgten lediglich einige Erweiterungen und Umbauten.

### Thomaskirche
In direkter Nachbarschaft befindet sich die evangelische Thomaskirche. Sie gehört zur Thomasgemeinde im Kirchenkreis Essen der Evangelischen Kirche im Rheinland. Es handelt sich um einen neugotischen Bau, der im November 1900 eingeweiht und im Zweiten Weltkrieg durch Luftangriffe beschädigt wurde. 1952 war der Wiederaufbau abgeschlossen. Das Gebäude erhielt 1967 seinen Namen Thomaskirche.

### Annokirche/Stephanskirche
Die modernistische, ehemals römisch-katholische St.-Anno-Kirche ist heute als Stephanuskirche Sitz der serbisch-orthodoxen Gemeinde.

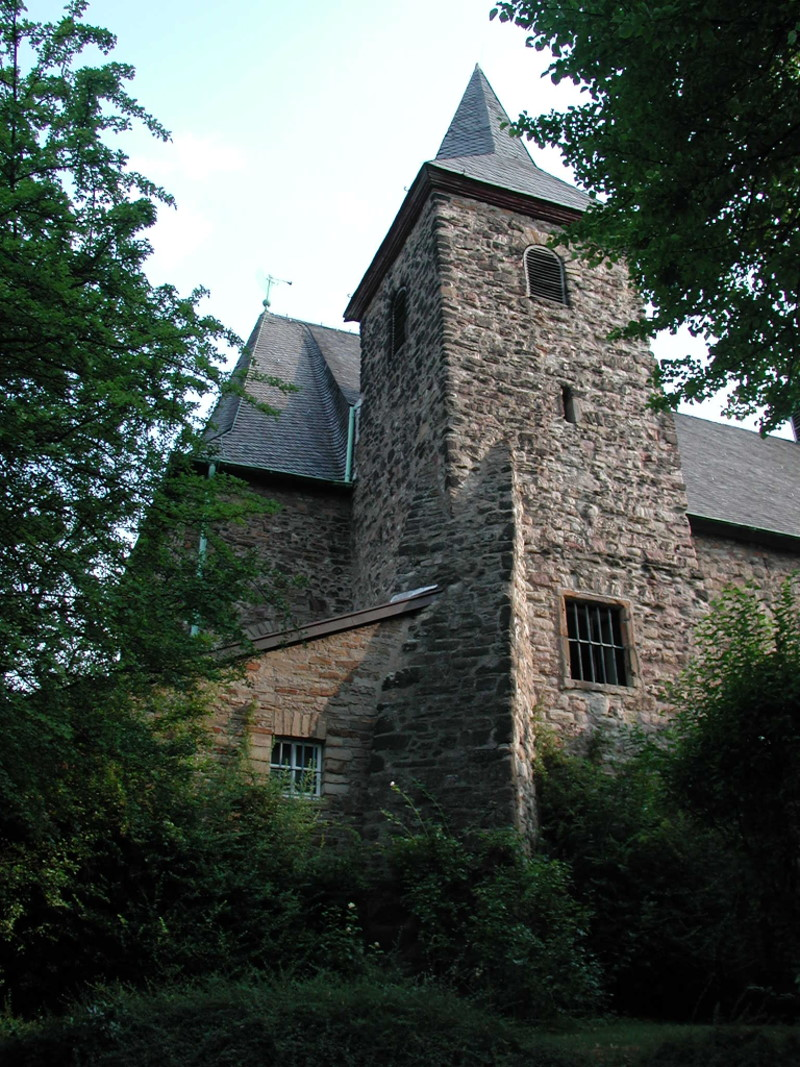
Stiftskirche Maria in der Not
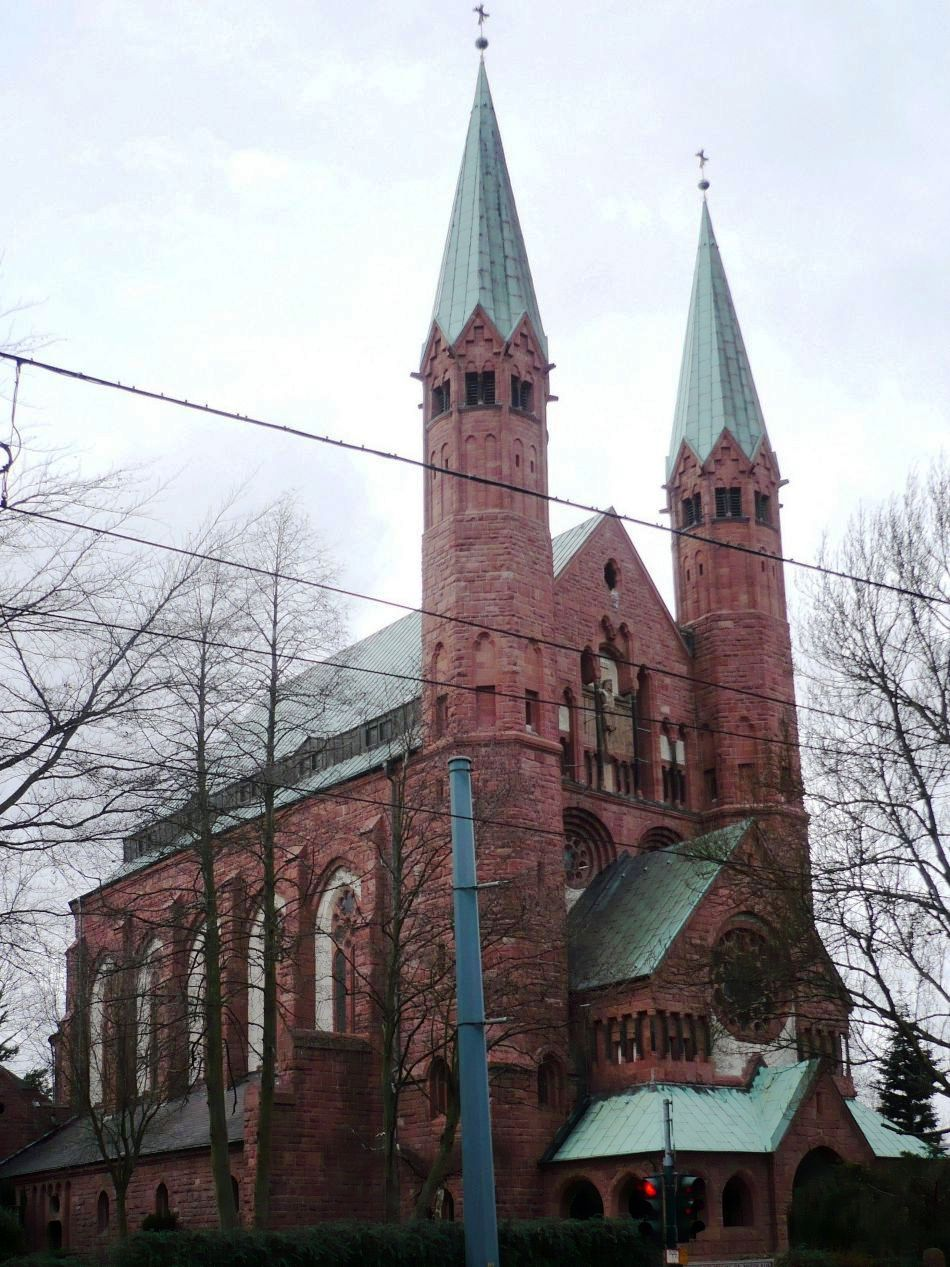
St. Nikolaus
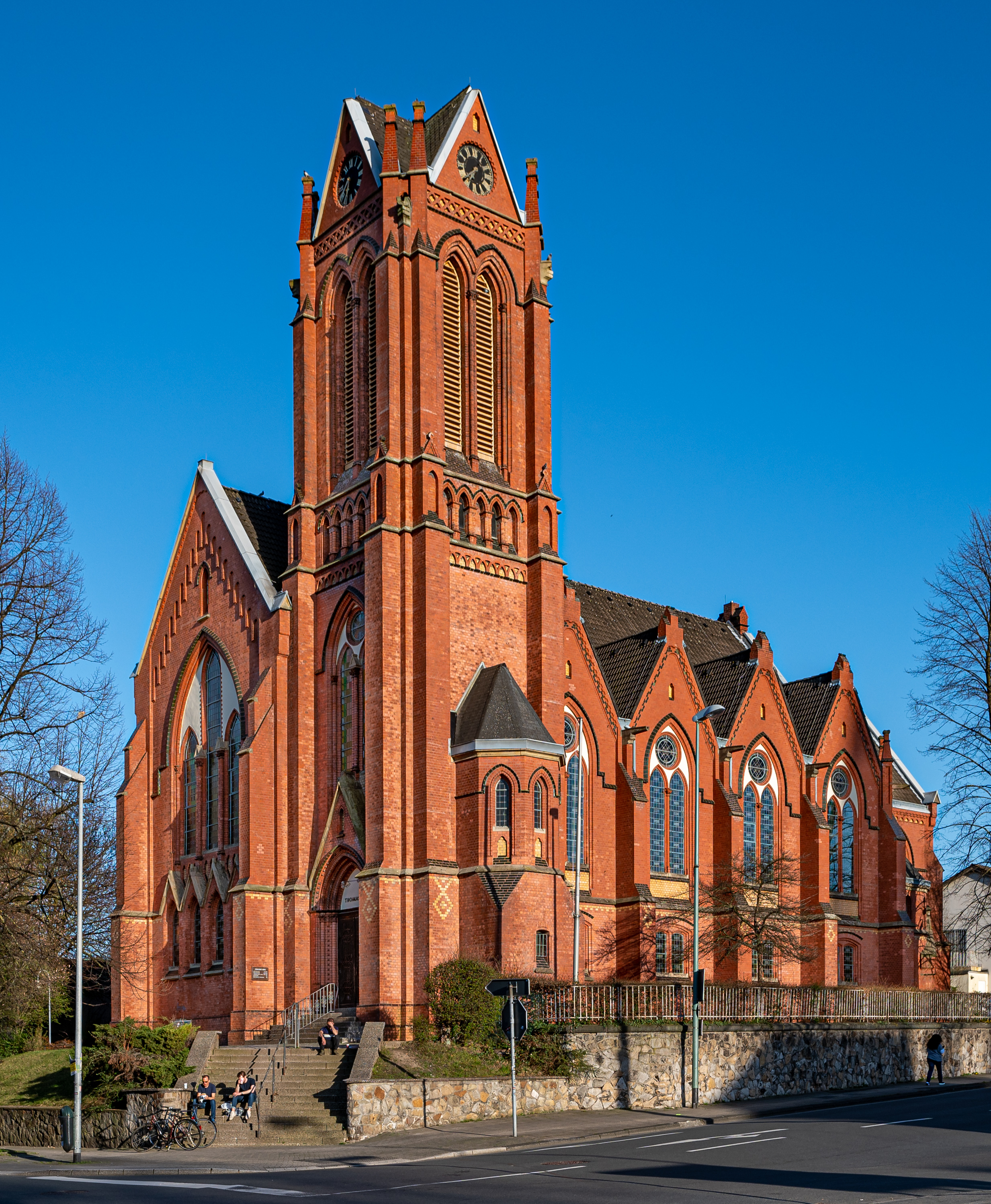
Thomaskirche
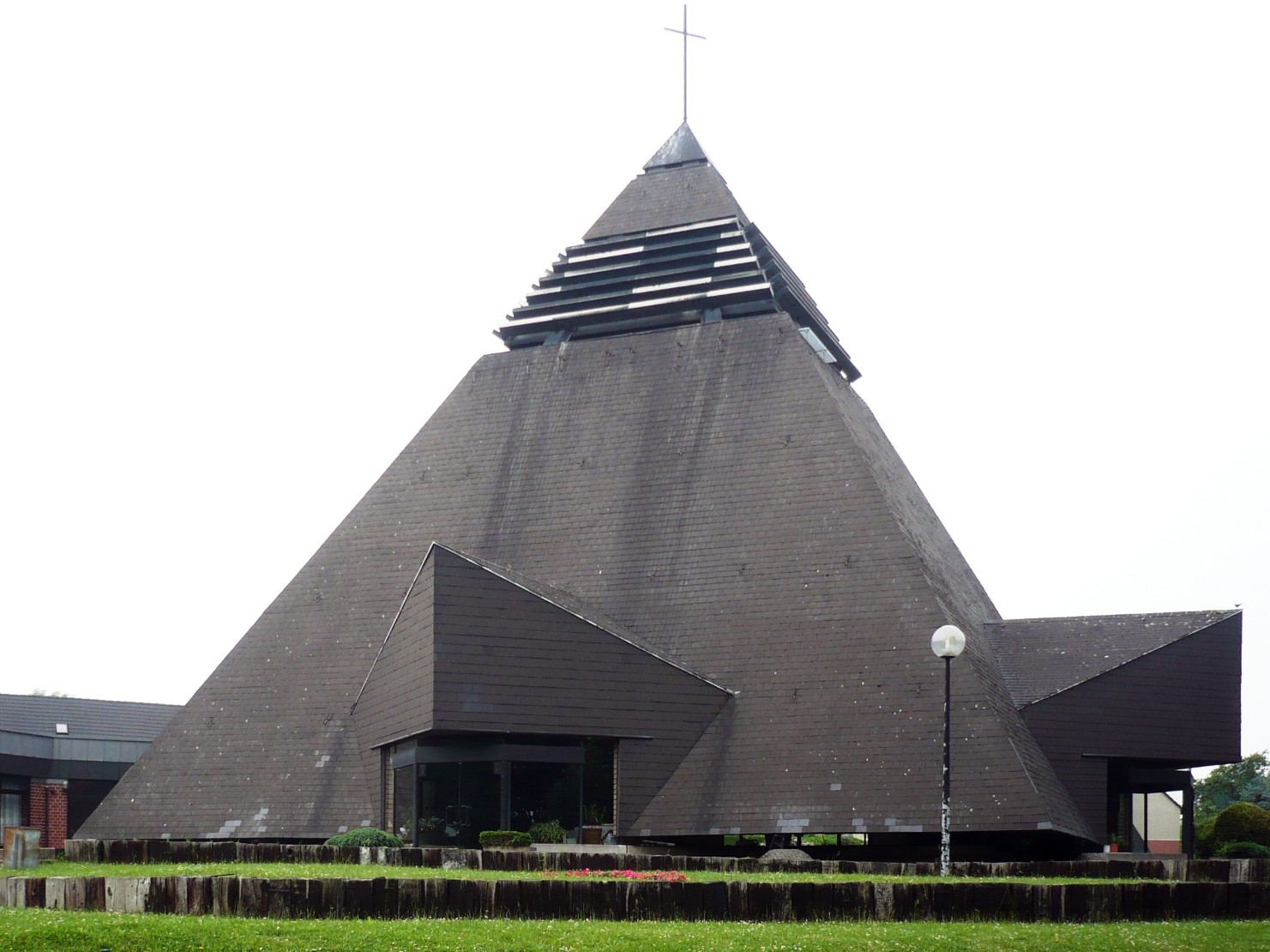
St. Anno

### Wappen

Wappen von Stoppenberg

Blasonierung: In Silber (Weiß) über einem grünen Dreiberg ein rotes Kreuz, darin vier goldene Kugeln. Bedeutung: Die ursprünglichen Namen „Stophenberch“ und „Stouffenberge“ deuten auf eine Bezeichnung für einen Stufenberg (Dreiberg) hin. Das rote Kreuz gilt als Hinweis auf das adelige Damenstift und die Stiftskirche St. Nikolaus. Die vier goldenen Kugeln stehen für die ehemaligen Gemeinden der Bürgermeisterei Stoppenberg – Schonnebeck, Katernberg, Rotthausen und Stoppenberg selbst.

## Bildung
Im Schulzentrum Am Stoppenberg, dessen Gebäude im Zeitraum von 1964 bis 1975 errichtet wurden, befinden sich heute das Gymnasium Am Stoppenberg sowie die Bischöfliche Sekundarschule Am Stoppenberg. Im Jahr 1977 wurden im Schulzentrum Szenen der Essener Tatort-Folge Das Mädchen von gegenüber (u. a. mit Hansjörg Felmy und Jürgen Prochnow) gedreht.

## Öffentlicher Nahverkehr
Die Buslinien 140, 160, 161 und 183 sowie die Straßenbahnlinie 107 führen durch Stoppenberg, ebenso der Nachtexpress NE2.
| Linie | Verlauf | Takt (Mo–Fr) | Betreiber           |
| ----- | --- | --- | ------------------- |
| 107   | Kulturlinie 107: U Gelsenkirchen Hbf – U Heinrich-König-Platz – Gelsenkirchen Musiktheater – Gelsenkirchen-Feldmark – Essen-Katernberg – Zollverein Nord Bf – Abzw. Katernberg – Zollverein – Stoppenberg – U Viehofer Platz – U Rathaus Essen – U Essen Hbf (– U Philharmonie – U Rüttenscheider Stern – Rüttenscheid U Martinstraße – U Florastraße – Bredeney) nach Bredeney nur in der HVZ, diese Fahrten enden/beginnen am Abzweig Katernberg | 20 min (Gelsenkirchen–Hanielstr.) 10 min (Hanielstr.–Essen Hbf) 4/6 min (Abzw. Katernb.–Essen Hbf zur HVZ) 10 min (Essen Hbf–Bredeney zur HVZ) | Ruhrbahn / Bogestra |
| 140   | Borbeck Bf – Schloss Borbeck – Borbeck Germaniaplatz – Altenessen Bf – Stoppenberg Ernestinenstraße | 20 min | Ruhrbahn            |
| 160   | Borbeck Bf – Altendorf Schölerpad – Nöggerathstr. – Frohnhausen, Gervinusstr. – Holsterhausen – Rüttenscheid Martinstraße – Bergerhausen Huttropstr. – Huttrop Schwanenbuschstr. – Frillendorf – Stoppenberg Ernestinenstr. | 20 min | Ruhrbahn            |
| 161   | Altendorf Schölerpad – Frohnhausen – Frohnhausen – Holsterhausen – Rüttenscheid Martinstraße – Bergerhausen Huttropstr. – Huttrop Schwanenbuschstr. – Frillendorf – Stoppenberg Ernestinenstr. | 20 min | Ruhrbahn            |
| 183   | Altenessen Karlsplatz – Altenessen Bf – Kokerei Zollverein – Stoppenberg – Schonnebeck – Zollverein Nord Bf – Katernberger Markt | 30 min | Ruhrbahn            |
| NE2   | Essen Hbf – Rathaus Essen – Stoppenberg – Zollverein – Zollverein Nord Bf. – Essen-Katernberg | 60 min | Ruhrbahn            |

## Sportvereine
- FC Stoppenberg (Fußball)
- HSG Am Hallo (Handball)
- LT Stoppenberg (Leichtathletik)
- SG Stoppenberg 89 (Fußball)
- TC Stoppenberg 1968 (Tennis)
- TV Stoppenberg 1890 (Badminton, Taekwondo, Turnen)

## Söhne und Töchter des Ortes
- Carlos Dudek, bürgerlich Wilhelm Julius Carl Dudek (1910–1992), Architekt.
- Kurt Orlowski (1905–1987), deutscher Fußballspieler.
- Franz Vorrath (1937–2022), römisch-katholischer Geistlicher und Weihbischof in Essen.